# 復興羅馬教

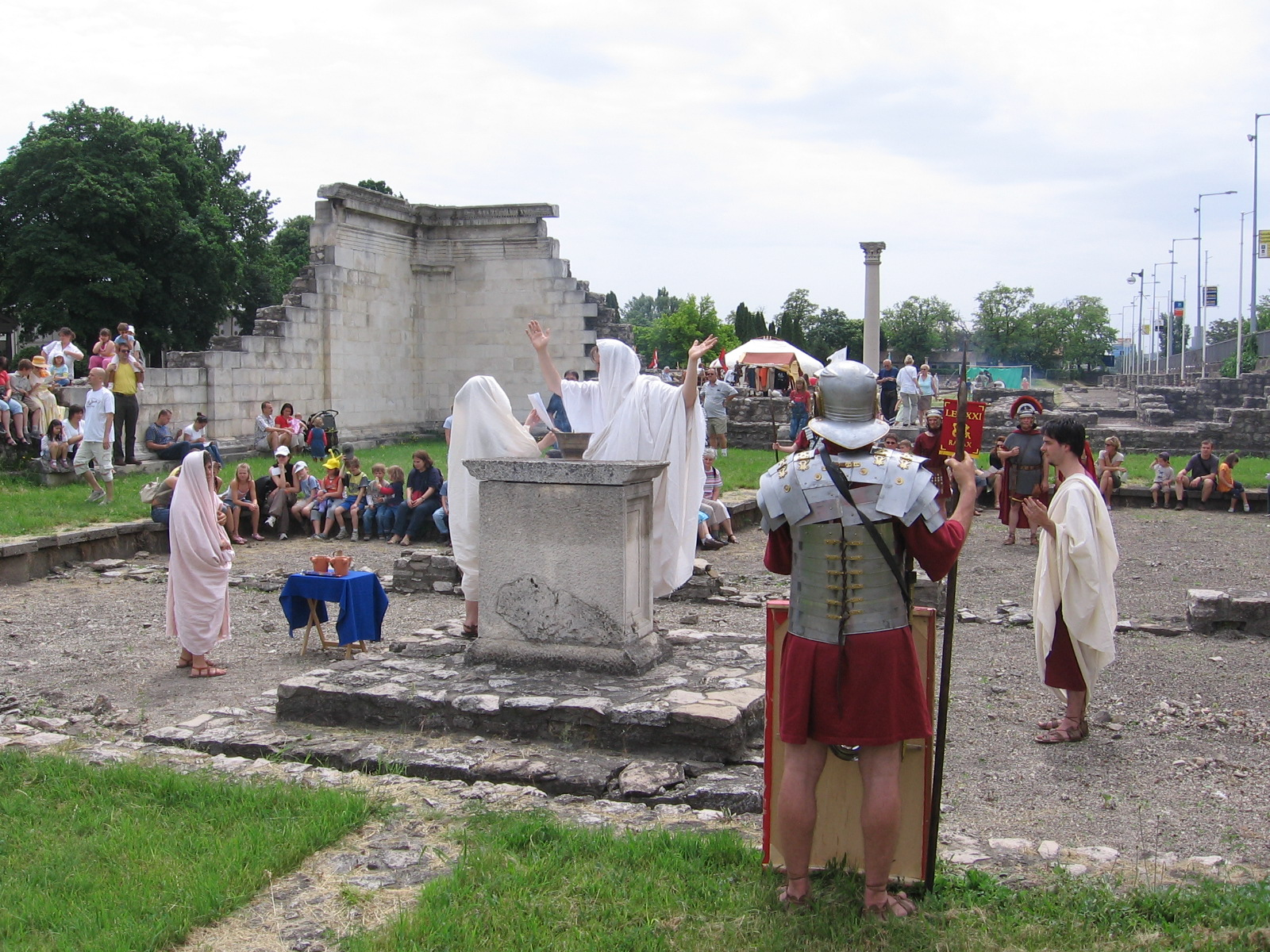
Nova Romans performing a Roman religious ceremony in Aquincum (Budapest), 2008.

羅馬教的復興在現代和過去都以多種形式出現。 cultus deorum Romanorum（對羅馬眾神的崇拜），同時也被稱為 religio Romana（羅馬宗教）或通向眾神的羅馬方法，是一項旨在復興古羅馬宗教崇拜的當代運動。它由鬆散的組織組成。

在二千年代，传统虔诚协会协会致力于重建意大利各地的多个神庙，并开始了法律程序，以获得国家的承认，其灵感来自其他欧洲国家的类似组织，如希腊的Thyrsus协会和YSEE。2023年六月三十日，Pietas参加了ECER的会议，来自十七个国家的协会代表起草并签署了里加宣言，旨在促使各种组织的政府承认欧洲民族宗教。此外，自新千年开始以来，一些团体重新开始举行公共仪式，例如罗马城市建城纪念日的庆典。

## 歷史
復興古羅馬宗教傳統的興趣可以追溯到文藝復興時期。格彌斯托士·卜列東和朱利葉斯·龐波尼烏斯·萊圖斯等人是早期的倡導者。19世紀教宗國的垮台和意大利統一的過程引起了意大利知識界的反教權主義。一些意大利知識分子認為，復興羅馬教是羅馬天主教的重要替代品。考古學家賈科莫·波尼和作家羅杰羅·穆斯梅奇·法拉利布拉沃等人推動了古羅馬教的復興。一部分復興主義者對神秘學、畢達哥拉斯主義和共濟會感興趣。其中包括亞美迪歐·羅柯·阿門塔諾、阿圖羅·雷基尼和朱利奧·帕里斯。1914 年，雷吉尼發表了Imperialismo Pagano一文，他主張在意大利存在一個完整的啟蒙血統，通過努瑪·龐皮留斯、維吉爾、但丁·阿利吉耶里和朱塞佩·馬志尼等人將古羅馬宗教與現代聯繫起來。
復興古羅馬教的嘗試恰逢國家法西斯黨的興起，一些信徒在當時試圖與法西斯結盟。這個結盟在1929年結束，當時貝尼托·墨索里尼和教皇庇護十一世簽署了《拉特朗条约》，讓穆斯梅奇和雷吉尼等多神論者對法西斯主義深惡痛絕。受到 1920 年代雷吉尼和尤利烏斯·埃佛拉的廣泛影響，意大利出現了各種其他團體，最著名的是 1980 年代的Movimento Tradizionale Romano和Curia Romana Patrum 。
受意大利傳統運動和希臘民族最高委員會的啟發，羅馬宗教復興主義的思想從意大利傳播到了歐洲與西方文化國家。特別是在羅曼語族地區和美洲，可以找到古羅馬宗教的信徒。其中最著名的國際組織是 1998 年成立的Nova Roma，該組織在各大洲都有活躍的團體。

## 外部連結
新罗马
Movimento Tradizionale Romano